# 練馬区立石神井台小学校
練馬区立石神井台小学校（ねりまくりつしゃくじいだいしょうがっこう）は、東京都練馬区にある区立小学校。

## 沿革
- 1977年（昭和52年）4月1日 - 練馬区立石神井台小学校として新設開校[1]。
- 1978年（昭和53年） - 校歌制定。

## 教育目標
心豊かでたくましい子を育てる

## 学校行事
※年度によって変更あり
- 4月[3][4]
  - 始業式
  - 入学式
  - 一年生を迎える会
- 5月[5]
  - 音楽鑑賞教室
  - 現地学習
  - きょうだい学年の遊び
- 6月[6]
  - 運動会
  - 開校記念日（6月10日）
  - 移動教室
- 7月[7]
  - 石台ドリームフェスティバル(旧　ロング集会)
- 9月[8]
  - 全校朝会
- 10月[9]

## 委員会活動
※年度によって変更あり
- 代表[10]
- 新聞
- 放送
- 図書
- 体育
- 環境
- 保健
- 美化
- 栽培
- 給食

## クラブ
※年度によって変更あり
- 球技[11]
- バスケット
- 陸上
- 卓球
- 科学
- ミュージック
- 料理・手芸
- 工作
- 将棋
- パソコン
- マンガ・イラスト
- なわとび

## 通学区域
- 東京都練馬区石神井台[12]
  - 4丁目（5番21～34号・56号、6～9番、16～21番）
  - 5丁目（8～19番、27番、28番）
  - 6丁目（11～19番）
  - 7丁目
  - 8丁目

## 進学先中学校
- 練馬区立上石神井中学校[12]
- 練馬区立石神井中学校
- 練馬区立関中学校

## 交通
- 西武池袋線大泉学園駅より、吉祥寺駅行きバス 西村下車 徒歩4分[13]
- JR中央線吉祥寺駅より、都民農園セコニック、大泉学園駅南口、西武車庫、新座栄行きバス 西村下車 徒歩4分
- 西武新宿線武蔵関駅より都民農園セコニック、大泉学園駅南口、西武車庫、 新座栄行きバス 西村下車 徒歩4分